# بیمارستان شراینرز برای کودکان

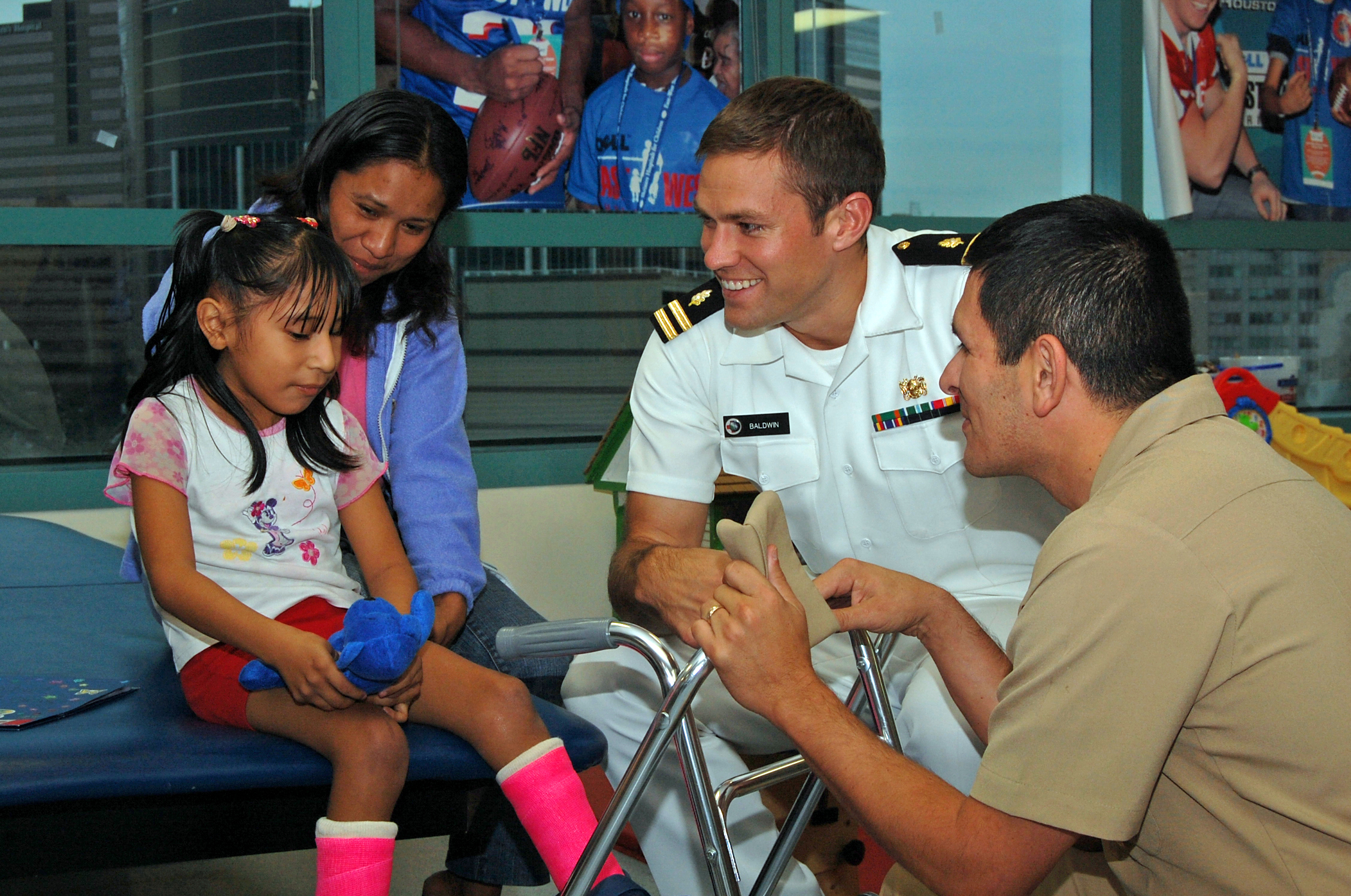

بیمارستان شراینرز برای کودکان (به انگلیسی: Shriners Hospitals for Children) مجموعه‌ای از ۲۲ بیمارستان، و یکی از مشهورترین مراکز بالینی و تحقیقاتی اطفال در آمریکای شمالی می‌باشد.
این بیمارستان‌ها به‌طور رایگان بیماران خود را می پذیرند و مداوا می‌کنند، و متعلّق به مؤسسهٔ خیریهٔ سلسلهٔ نجیبان حرم عرفانی کهن اعراب می‌باشند.
این موسسه درمانی که در سال ۱۹۲۲ تأسیس شد در ۳ کشور آمریکا، کانادا، و مکزیک شعبات دارد.

## نگارخانه

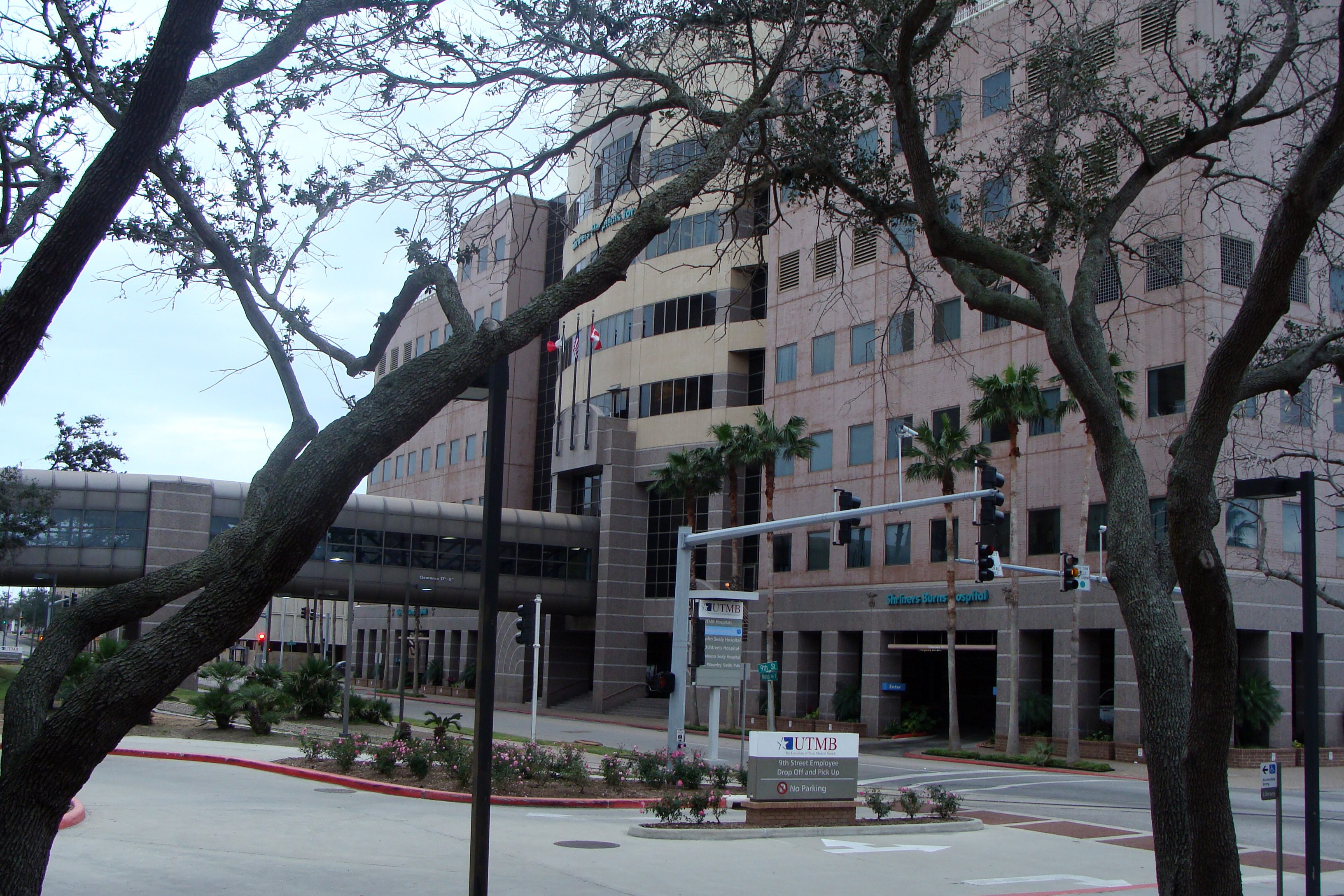
بیمارستان شراینرز برای کودکان در شهر گلوستون
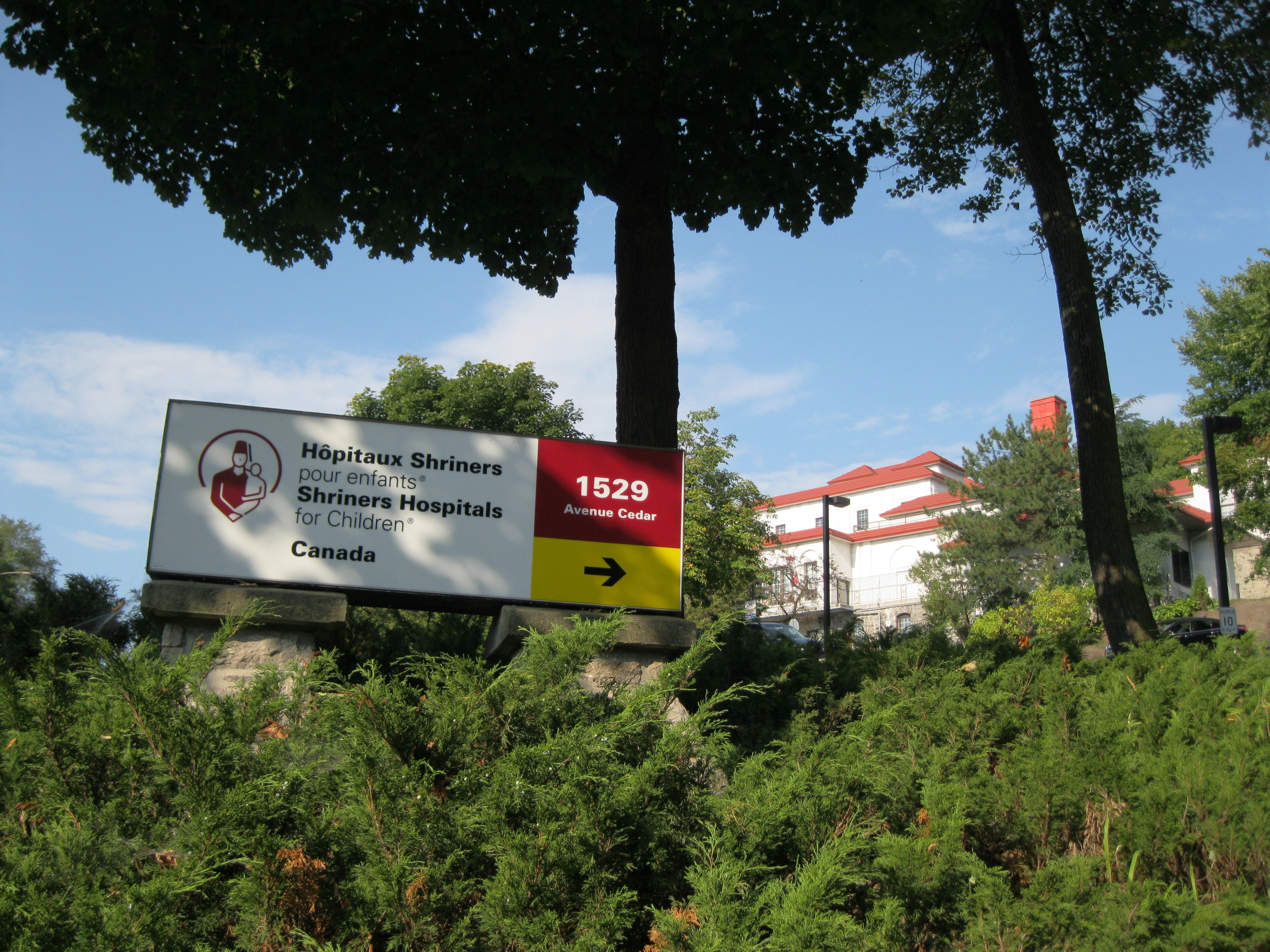
بیمارستان شراینرز برای کودکان در مونترال در کشور کانادا
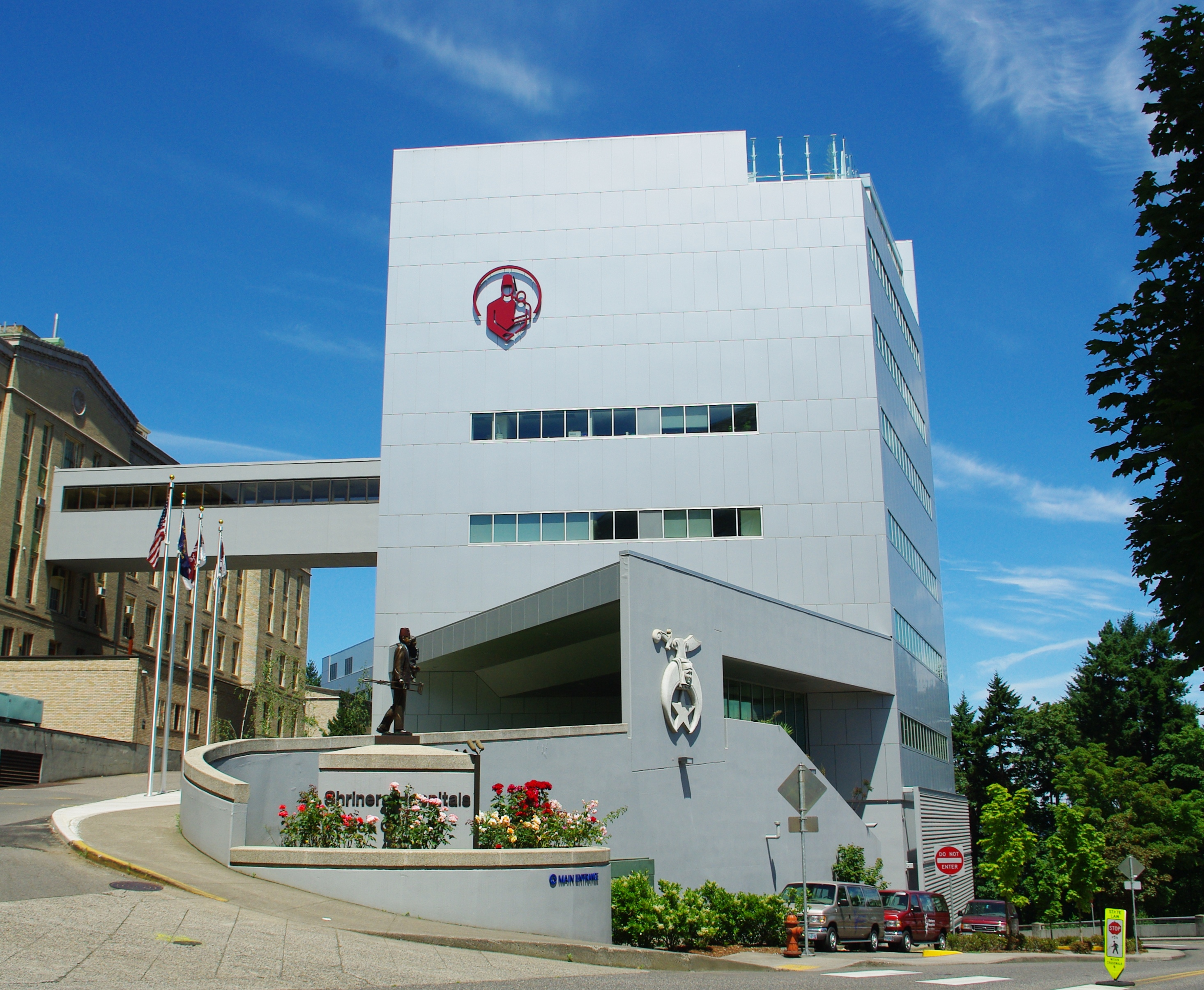
بیمارستان شراینرز برای کودکان در شهر پورتلند
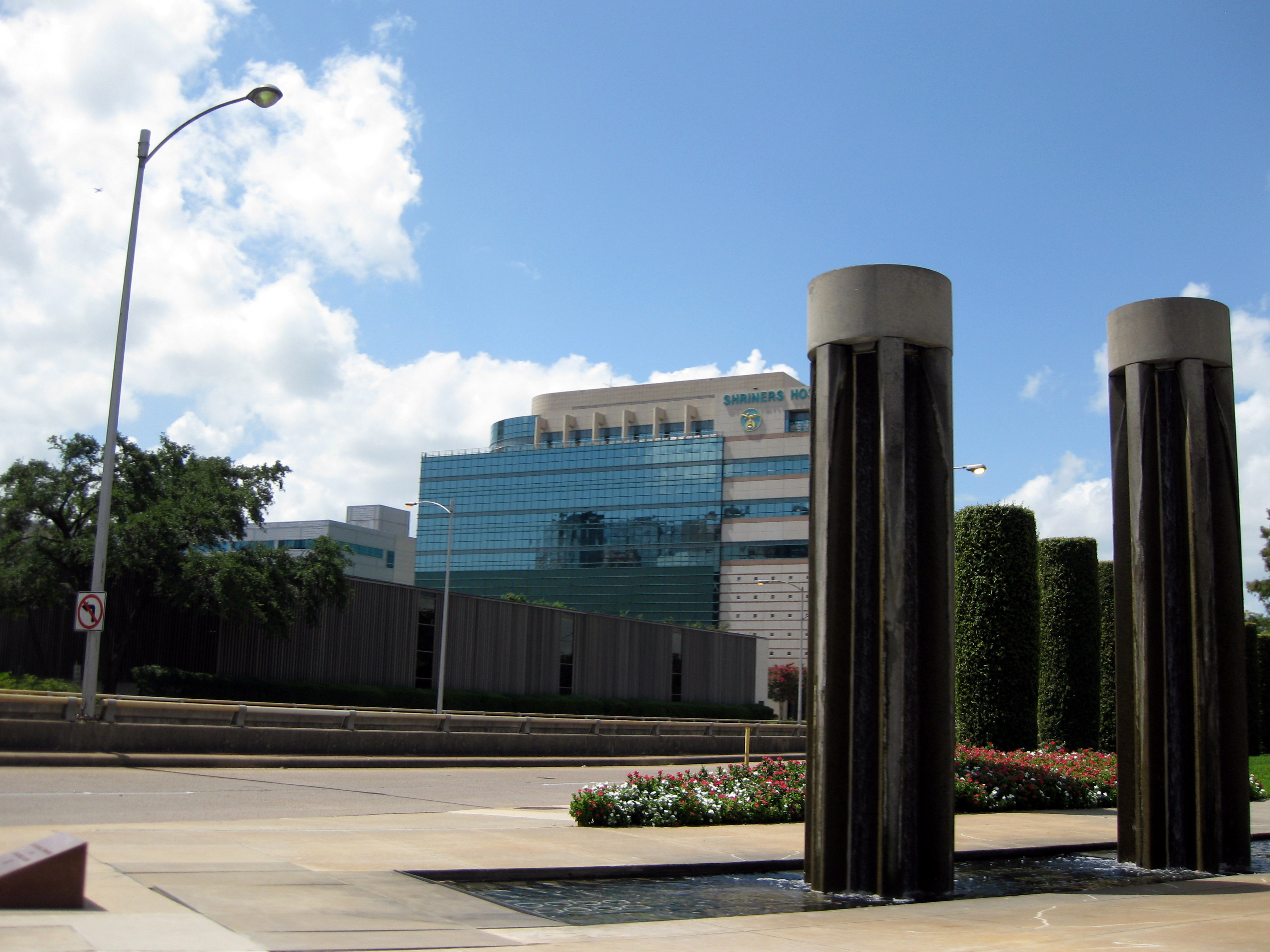
بیمارستان شراینرز برای کودکان در شهر هیوستون